# Castanheiro
Castanheiro ist ein Ort und eine ehemalige Gemeinde (Freguesia) im portugiesischen Kreis Carrazeda de Ansiães. Die Gemeinde hatte 427 Einwohner (Stand 30. Juni 2011).
Am 29. September 2013 wurden die Gemeinden Castanheiro und Ribalonga zur neuen Gemeinde União das Freguesias de Castanheiro do Norte e Ribalonga zusammengeschlossen. Castanheiro ist Sitz dieser neu gebildeten Gemeinde.